# 博阿維斯塔島縣
博阿維斯塔島縣是西非島國佛得角的22個縣之一，位於向風群島的博阿維斯塔島，首府設於薩爾雷，面積620平方公里，是該國最東端的縣，2010年人口6,233。
16°11′N 22°55′W / 16.183°N 22.917°W